# Sauchy-Lestree Communal Cemetery
Sauchy-Lestree Communal Cemetery is een begraafplaats gelegen in de Franse plaats Sauchy-Lestree (Pas-de-Calais). De militaire graven worden onderhouden door de Commonwealth War Graves Commission.
De begraafplaats telt 11 geïdentificeerde Gemenebest graven uit de Eerste Wereldoorlog.